# Jelše, Krško
Jelše so naselje v Občini Krško.